# SpeakingOut
#SpeakingOut ist ein der MeToo-Bewegung nachempfundener Hashtag, der sich dem sexuellen Missbrauch und sexuellen Belästigung im Profi-Wrestling widmet. Die Bewegung fand ihren Anfang mit einem Beitrag einer jungen Frau, die über sexuelle Übergriffe des amerikanischen Nachwuchstalents David Starr innerhalb ihrer damaligen Beziehung berichtete. Kurz darauf mehrten sich weitere Vorwürfe gegenüber vor allem britischen Wrestlern. Betroffen davon war auch ein Teil der Wrestler des WWE-Brands WWE NXT UK.

## Hintergrund
Am 17. Juni 2020 wurde David Starr von einer ehemaligen Partnerin beschuldigt, sie während der Dating-Phase sexuell belästigt zu haben. Zunächst versuchte Starr, die Anschuldigungen zu leugnen, bestätigte sie jedoch schlussendlich und gab an, seit August 2019 in Therapie zu sein. Schon kurz nach Bekanntwerden der Vorwürfe wurde er von verschiedenen Promotions gefeuert und ihm verschiedene Titel entzogen, darunter Over the Top Wrestling, Revolution Pro und TNT Extreme Wrestling. Auch die deutsche Promotion Westside Xtreme Wrestling (WXW) hatte sich bereits vorher von ihm getrennt.
Die Anschuldigungen trafen die Wrestling-Szene auch deshalb so hart, weil David Starr in der Szene als eine Art „Kümmerer“ galt, der sich für seine Kollegen einsetzte und eine gewerkschaftliche Organisation der Wrestler forderte.
Bereits am nächsten Tag begann eine große Welle weiterer Anschuldigungen, die viele Wrestler vor allem im Vereinigten Königreich, aber auch in Deutschland und den Vereinigten Staaten betrafen. Zum Teil kam es dabei zu Karrierebeendigungen. Vor allem Frauen, aber auch Männer berichteten über sexuelle Belästigung im Training, in der Umkleide, auf Aftershow-Partys sowie auf Road-Trips. Die Vorwürfe reichten von anzüglichen Bemerkungen bis zu Vergewaltigung.

## Verdachtsfälle in Ligen

### All Elite Wrestling
Bei All Elite Wrestling kam es zu zwei Vorfällen:
Jimmy Havoc wurde von seiner Ex-Partnerin vorgeworfen, dass er sie emotional und verbal missbraucht habe. Am 19. Juni 2020 verkündete Impact, dass er sich in Therapie befände und die Promotion etwas später entscheiden würde, wie sie mit der Situation umgänge. Am 13. August 2020 wurde schließlich seine Entlassung bekannt gegeben.
Am 22. Juni wurde ein Interview von Sammy Guevara öffentlich, das er im Jahr 2016 gegeben hatte. Darin hatte er einen Witz darüber gemacht, dass er gerne Sasha Banks vergewaltigen würde. Guevara wurde suspendiert und sein ausstehendes Gehalt dem Women’s Center von Jacksonville gespendet werde. Außerdem musste er sich einem Sensibilisierungstraining unterziehen. Nach einer Aussprache und Entschuldigung an Banks kehrte er einen Monat später bei AEW Dynamite zurück.

### Ring of Honor
Marty Scurll von Ring of Honor wurde von einem 16-jährigen Mädchen vorgeworfen, deren Trunkenheit ausgenutzt zu haben. Scurll stritt dies nicht ab, behauptete aber, dass der Sex einvernehmlich gewesen wäre. ROH kündigte eine Untersuchung an, deren Ergebnis allerdings nie verkündet wurde. Am 5. Januar 2021 gab ROH schließlich die Trennung von Scurll in gegenseitigem Einverständnis bekannt.
Am 6. Juli beschuldigte die ehemalige Women of Honor World Champion Kelly Klein ihren Kollegen Jay Lethal, dass er Frauen sexuell belästigt haben und ROH dies verschleiert haben soll. Bereits 2018 wurde ihm von Taeler Hendrix vorgeworfen, dass er diese belästigt haben soll. Lethal wies die Vorwürfe von sich.

### WWE
Am schwersten betroffen waren WWE NXT und WWE NXT UK, bei der mehrere Talente beschuldigt wurden. So veröffentlichte eine Frau über Twitter Fotos von blauen Flecken, die ihr NXT Cruiserweight Champion Jordan Devlin zugeführt haben soll. Im Zuge dessen wurde er von Progress Wrestling suspendiert. Matt Riddle wurde von der Wrestlerin Candy Cartwright beschuldigt, einen sexuellen Übergriff durchgeführt zu haben. Er warf dem Opfer im Gegenzug Stalking vor. In beiden Fällen blieb es nur bei Posts auf Twitter. WWE kündigte an, die Vorfälle zu untersuchen, und unterstrich seine Null-Toleranz-Politik gegenüber häuslicher Gewalt und sexuellem Missbrauch. Im Zuge weiterer Vorwürfe trennte sich der Marktführer von verschiedenen Wrestlern und Offiziellen.
Der 205-Live-Wrestler Jack Gallagher, auch bekannt als „Gentleman Jack“, dagegen wurde von der WWE entlassen, nachdem ein Opfer detailliert einen sexuellen Übergriff auf einer Silvesterparty geschildert hatte. El Ligero von WWE NXT UK wurde ebenfalls beschuldigt und gab verschiedene Vorfälle zu. Einen Vergewaltigungsvorwurf jedoch bezeichnete er als erfunden. Die WWE feuerte den maskierten Wrestler als Konsequenz. Travis Bank wurde von einer ehemaligen Schülerin „manipulativ-belästigendes Verhalten und Ausnutzen seiner Machtposition“ vorgeworfen. Bank gab einen Teil der Vorwürfe zu und entschuldigte sich. Auch hier trennte sich die WWE von dem Wrestler. Entlassen wurden außerdem die beiden Referees Joel Allen und Chris Roberts.
Joe Coffey und Wolfgang wurden suspendiert, bis die Vorfälle geklärt wurden. Wolfgang wurde von seiner ehemaligen Verlobten psychische Gewalt und emotionale Folter vorgeworfen, die auf einer psychischen Erkrankung des Wrestlers beruhen sollen. Er kehrte am 17. September 2020 zu NXT UK zurück.
Velveteen Dream wurde Grooming vorgeworfen. Er soll sich über mehrere Monate lang an Minderjährige herangemacht und ihnen anzügliche Fotos geschickt haben. Er hat bisher alle diesbezüglichen Anschuldigungen von sich gewiesen. Nachdem WWE ihn erst einmal aus den Fernsehübertragungen nahm und alle Anfragen blockierte, wurde am 23. August 2020 überraschend sein Comeback angekündigt. Gegen seine Wiedereinstellung wurde die Kampagne #FireVelveteenDream gegründet. Dieser gelang es, beim WWE SummerSlam 2020 mehrfach einen Banner im per Videokonferenz zugeschalteten Publikum zu platzieren. Die Accounts, denen dies gelang, wurden schließlich gebannt.
Als populärster Star war Brock Lesnar betroffen, der von Terri Runnels beschuldigt wurde, er habe ihr 2004 in der Umkleidekabine seinen Penis gezeigt. Dieser Vorfall wurde von Runnels bereits früher angesprochen, jedoch im Rahmen von SpeakingOut erneut in einem Podcast aufgegriffen.

### WXW
Gegenüber der deutschen Independent-Liga Westside Xtreme Wrestling wurden Vorwürfe laut, dass innerhalb des Trainingsbetriebs 2017/2018 der wXW Wrestling Academy zum einen äußerst unprofessionell mit Frauen umgegangen würde, zum anderen auch sexuelle Belästigungen häufig vorgekommen waren. Einen Tag später trennte sich die Promotion von vier Personen aus dem Trainerteam, darunter zwei Wrestlern.

## Einzelfälle im Independent-Bereich

### Joey Ryan
Der Independent-Wrestler Joey Ryan, zuletzt bei Impact Wrestling unter Vertrag, hatte ein sexuell aufgeladenes Gimmick, bei dem es darum ging, dass sein Penis Superkräfte habe. Auch war er ein Freund von Intergender-Matches. Er galt abseits des Rings als introvertierter, eher schüchterner Charakter. Im Rahmen von SpeakingOut wurden Vorwürfe laut, dass er mehrfach und nachdrücklich versucht habe, sexuelle Dienste bei Frauen einzufordern. Es soll dabei mehrfach zu Übergriffen gekommen sein. Ryan gab eine Reihe der Vorwürfe zu, schaltete seine Social-Media-Kanäle ab und löste auch seine eigene Promotion Bar Wrestling auf. Seine Karriere scheint der Wrestler nun beendet zu haben, zumal alle Promotionen, bei denen er unter Vertrag stand, ihn gefeuert haben.